# Bicalutamida
La bicalutamida, comercializada bajo el nombre de fantasía Casodex, entre otros, es un medicamento antiandrógeno que tiene aplicaciones principalmente en el tratamiento del cáncer de próstata. Por lo general, se la utiliza en combinación con un análogo de la hormona liberadora de gonadotropina (GnRH) o seguida a la extirpación quirúrgica de los testículos en el tratamiento del cáncer de próstata avanzado. En algunos casos también se puede usar para tratar hirsutismo en las mujeres, como un componente de la terapia hormonal feminizante para mujeres transgénero, para retrasar la pubertad temprana en los niños, y para prevenir el priapismo en los hombres. Se administra por vía oral.

## Efectos secundarios y contraindicaciones
Entre los efectos secundarios comunes que se presentan en los hombres se encuentra ginecomastia, sensibilidad en los pezones y sofocos. Otros efectos secundarios en los hombres incluyen la feminización y la disfunción sexual. Aunque el medicamento, en apariencia, parece producir pocos efectos secundarios en las mujeres, la Administración de Alimentos y Medicamentos (FDA) no les recomienda su uso. El consumo de este medicamento durante el embarazo puede dañar al bebé. La bicalutamida provoca elevación de las enzimas hepáticas en alrededor del 1 % de las personas que la utilzan. En raras ocasiones, se ha asociado con casos de daño hepático, toxicidad pulmonar, y sensibilidad a la luz. Aunque el riesgo de cambios hepáticos adversos es pequeño, se recomienda controlar la función hepática durante el tratamiento.

## Mecanismo de acción
La bicalutamida es un miembro del grupo de medicamentos antiandrógenos no esteroideos (AANE). Su mecanismo de acción comprende el bloqueo del receptor de andrógenos (RA), el cual es la diana biológica de las hormonas sexuales androgénicas testosterona y dihidrotestosterona (DHT). Aunque no reduce los niveles de andrógenos. El medicamento puede provocar algunos efectos similares a los estrógenos en los hombres. La bicalutamida se absorbe bien por vía oral y su absorción no se ve afectada por los alimentos. La vida media de eliminación del medicamento es de alrededor de una semana. Se cree que atraviesa la barrera hematoencefálica y afecta tanto al cuerpo como al cerebro.

## Estado legal
La bicalutamida fue patentada en 1982 y aprobada para uso médico en 1995. Está en la Lista de Medicamentos Esenciales de la Organización Mundial de la Salud. La bicalutamida se encuentra disponible como medicamento genérico. El costo mayorista en el mundo en desarrollo es de aproximadamente US$ 7 a US$ 144 por mes. En los Estados Unidos cuesta alrededor de 10 US$ o más al mes. Se vende en más de 80 países, incluidos los más desarrollados. Es el antiandrógeno más utilizado en el tratamiento del cáncer de próstata y se ha recetado a millones de hombres con la enfermedad.